# Юніон (округ, Північна Кароліна)
Шаблон:StateAbbr_ 34°59′ пн. ш. 80°32′ зх. д. / 34.99° пн. ш. 80.53° зх. д.
Округ  Юніон (англ. Union County) — округ (графство) у штаті  Північна Кароліна, США. Ідентифікатор округу 37179.

## Історія
Округ утворений 1842 року.

## Демографія
За даними перепису 
2000 року 
загальне населення округу становило 123677 осіб, зокрема міського населення було 62039, а сільського — 61638.
Серед мешканців округу чоловіків було 61756, а жінок — 61921. В окрузі було 43390 домогосподарств, 34280 родин, які мешкали в 45695 будинках.
Середній розмір родини становив 3,15.
Віковий розподіл населення поданий у таблиці:
| Стать    | До 15 років | 15-21 | 22-29 | 30-39 | 40-49 | 50-65 | 65-85 | Понад 85 |
| -------- | ----------- | ----- | ----- | ----- | ----- | ----- | ----- | -------- |
| Чоловіки | 15309       | 5874  | 6455  | 11164 | 9546  | 8827  | 4286  | 295      |
| Жінки    | 14429       | 5171  | 6328  | 10895 | 9357  | 9174  | 5747  | 820      |

## Суміжні округи
- Каберрус — північ
- Стенлі — північний схід
- Енсон — схід
- Честерфілд, Південна Кароліна — південний схід
- Ланкастер, Південна Кароліна — південний захід
- Мекленберг — північний захід

## Виноски
1. ↑  U.S. Decennial Census. United States Census Bureau. Процитовано 20 січня 2015.
2. ↑  Historical Census Browser. University of Virginia Library. Архів оригіналу за 11 серпня 2012. Процитовано 20 січня 2015.
3. ↑  Forstall, Richard L., ред. (27 березня 1995). Population of Counties by Decennial Census: 1900 to 1990. United States Census Bureau. Процитовано 20 січня 2015.
4. ↑  Census 2000 PHC-T-4. Ranking Tables for Counties: 1990 and 2000 (PDF). United States Census Bureau. 2 квітня 2001. Процитовано 20 січня 2015.
5. ↑  State & County QuickFacts. United States Census Bureau. Архів оригіналу за 12 серпня 2011. Процитовано 30 жовтня 2013. [Архівовано 2011-08-12 у Wayback Machine.](англ.) Наведено за англійською вікіпедією.
6. ↑  American FactFinder. Бюро перепису населення США. Архів оригіналу за 26 лютого 2012. Процитовано 31 січня 2008. [Архівовано 2008-05-21 у Wayback Machine.]

| США | Це незавершена стаття з географії США. Ви можете допомогти проєкту, виправивши або дописавши її. |